# Alfred Clebsch
Alfred Clebsch (alemany: Rudolf Friedrich Alfred Clebsch)  (Königsberg, 19 de gener de 1833 - Göttingen, 7 de novembre de 1872) va ser un matemàtic alemany, cofundador de la revista Mathematische Annalen.

## Biografia
Després dels seus estudis a l'escola secundària Altstädtisches Institit de Königsberg, on va fer amistat amb Carl Neumann, va ingressar a la universitat de Königsberg on ve rebre classes de Ludwig Otto Hesse, Friedrich Julius Richelot i Franz Ernst Neumann, el pare del seu amic, que li va dirigir la tesi doctoral el 1854.
Després d'uns anys fent de professor de secundària a Berlín, el 1858 va ser nomenat professor de mecànica i geometria de l'Institut Tecnològic de Karlsruhe. El 1863 es va traslladar a la universitat de Giessen on va romandre cinc anys. El 1868 va ser nomenat per la universitat de Göttingen, on va ser el successor de Bernhard Riemann. Va morir sobtadament de diftèria quatre anys més tard.
Clebsch va conèixer Paul Gordan quan tots dos eren professors a Giessen, amb ell es va introduir en l'estudi de les funcions abelianes, el que va donar com a fruit el seu llibre conjunt de 1866 Theorie der Abelschen Functionen (Teoria de les funcions abelianes).
Va publicar més d'un centenar d'articles, sobretot en teoria de la representació de superfícies i en teoria d'invariants. Karl Lindemann va publicar de forma pòstuma (1876 i 1891) els dos volums de les seves lliçons de geometria.

## Galeria d'imatges

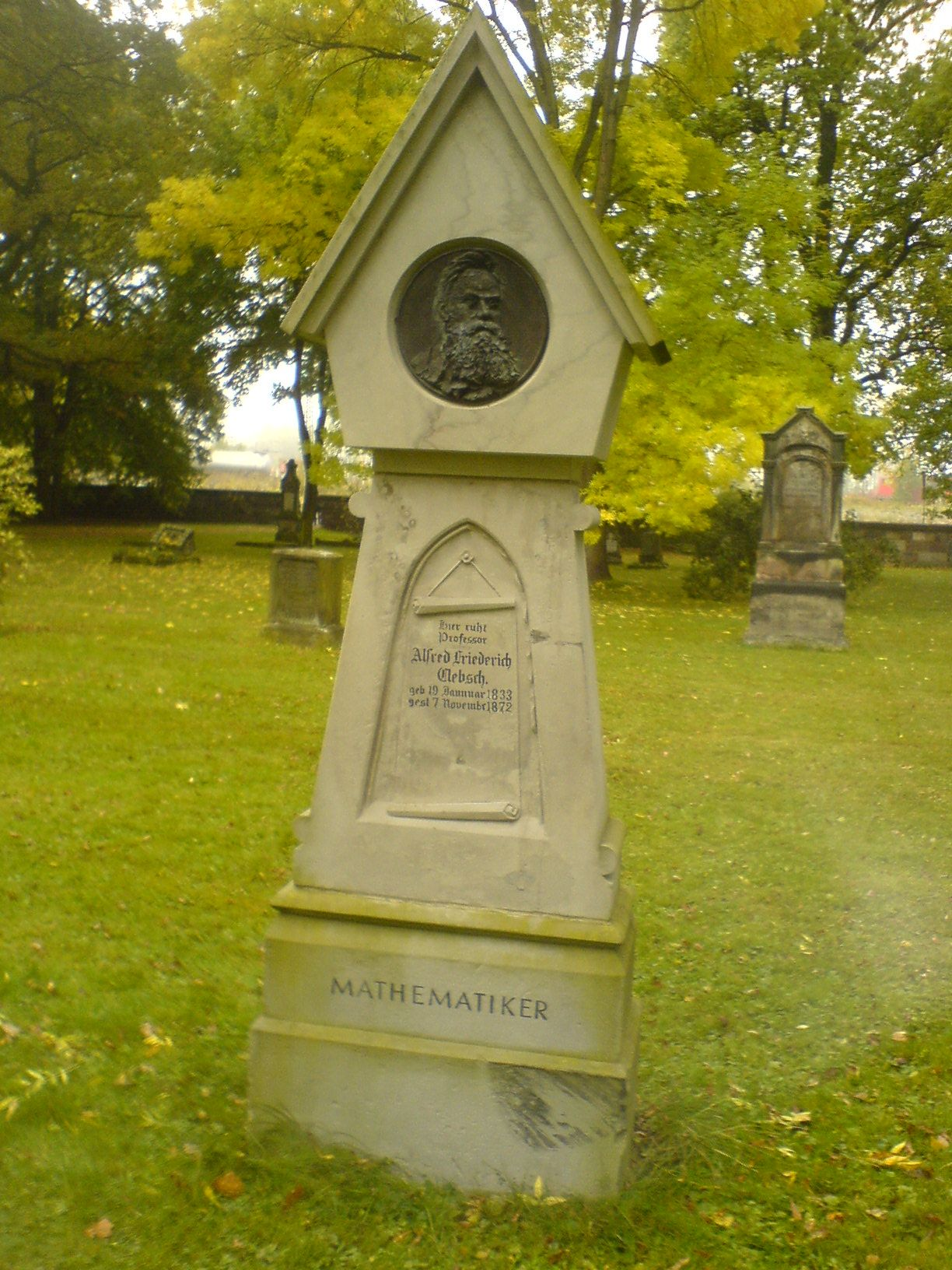
Tomba de Clebsch al Cementiri de Sant Bartomeu de Göttingen.